# Benzol

Strukturní vzorce uhlovodíků přítomných v benzolu

Benzol (též[zdroj⁠?!] BTX nebo BTEX) je směs chemických látek vznikajících při koksování. Skládá se z benzenu, toluenu, xylenů a ostatních sloučenin. Čistí se hydrogenační rafinací a odděluje se lehký a těžký benzol. Je to čirá, olejově zbarvená kapalina s hustotou cca 878 kg/m³.[zdroj?] Charakteristicky zapáchá. Je zdraví škodlivá a hořlavá – jedná se o kapalinu I. třídy nebezpečnosti.[zdroj?]
V první polovině 20. století byl používán jako složka palivových směsí pro spalovací motory, např. československého paliva Bi-Bo-Li.